# Protoceratops
Chi Khủng long tiền sừng (danh pháp khoa học: Protoceratops, nghĩa là 'mặt sừng đầu tiên', có nguồn gốc từ tiếng Hy Lạp proto-/πρωτο- nghĩa là 'đầu tiên', cerat-/κερατ- nghĩa là 'sừng' và -ops/-ωψ nghĩa là 'mặt') là một chi khủng long ăn cỏ thuộc họ Khủng long tiền sừng (Protoceratopsidae), một nhóm các loài khủng long có sừng thời kỳ đầu, có kích thước dài độ 1,5-2,0 m (5-6,5 ft) và cao độ 0,6 m (2 ft) tính tới vai. Một con lớn hoàn toàn có thể nặng gần 400 pound (180 kg) Một số lượng lớn tiêu bản được tìm thấy với độ tập trung cao cho rằng Protoceratops ăn cỏ. Chúng sinh sống trong thời gian thuộc Hậu Creta (các hóa thạch tìm thấy trong tầng Champagne) thuộc khu vực ngày nay là Mông Cổ. Tuy nhiên, không giống như các loài khủng long có sừng sau này, nó có sừng chưa phát triển và còn duy trì một số dấu vết nguyên thủy không còn thấy ở các chi muộn hơn.
Protoceratops có diềm xếp nếp lớn ở cổ, có thể phục vụ như là tấm bảo vệ cổ, nơi duy trì các cơ quai hàm, để đe dọa các loài khác, hoặc tổ hợp của các chức năng này. Được Walter Granger và W.K. Gregory miêu tả năm 1923, Protoceratops ban đầu được cho là tổ tiên của các loài khủng long sừng Bắc Mỹ. Các nhà nghiên cứu hiện tại phân biệt 2 loài của chi Protoceratops (P. andrewsi và P. hellenikorhinus), một phần dựa vào kích thước của chúng.
Trong thập niên 1920, Roy Chapman Andrews đã phát hiện các trứng hóa thạch tại Mông Cổ và được diễn giải như là thuộc về chi khủng long này, nhưng cuối cùng hóa ra chúng thuộc về chi Oviraptor.

## Miêu tả

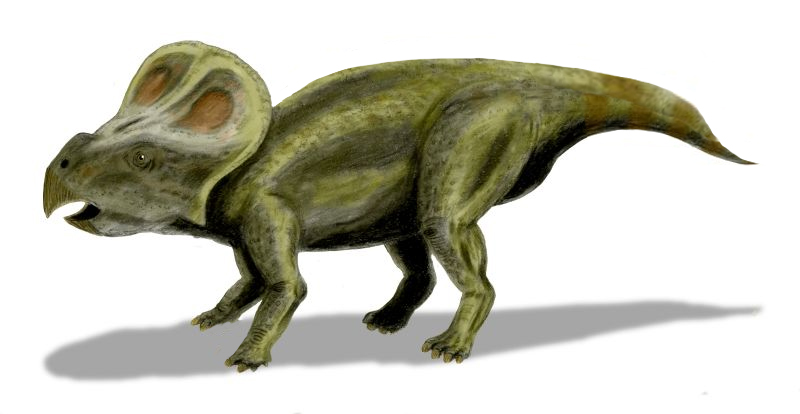
Hình phục chế của Protoceratops

Protoceratops dài trung bình khoảng 1,8 m (6 ft) và cao khoảng 0,6 m (2 ft) tính tới vai. Khủng long trưởng thành có thể cân nặng tới gần 400 pound (180 kg). Một lượng lớn mẫu vật tìm thấy với mật độ cao cho thấy Protoceratops có lẽ sinh sống thành bầy.
Protoceratops là các loài khủng long tương đối nhỏ với hộp sọ lớn tương xứng. Mặc dù là động vật ăn cỏ, nhưng Protoceratops dường như lại có các quai hàm khỏe, có khả năng tạo ra những cú cắn mạnh. Các quai hàm này có hàng chục răng thích hợp với việc nhai các loại thực vật dai cứng. Hộp sọ bao gồm một mỏ lớn ở phía trước và 4 cặp lỗ (hốc) hộp sọ. Cặp lỗ ở phía trước nhất là các lỗ mũi, nhỏ hơn đáng kể so với lỗ mũi ở các chi muộn hơn. Protoceratops có các hốc mắt lớn (các lỗ chứa mắt), đường kính khoảng 50 milimét. Phía sau hai mắt là các hốc nhỏ hơn, gọi là hốc cận thái dương.
Chi khủng long này có diềm xếp nếp cổ tại phía sau hộp sọ. Diềm xếp nếp này chứa hai hốc đỉnh lớn (các lỗ tại diềm xếp nếp), trong khi hai má của nó có các xương gò má lớn. Kích thước và hình dạng chính xác của diềm xếp nếp cổ thay đổi tùy theo từng cá thể; một số có các diềm xếp nếp ngắn và gọn gàng trong khi những mẫu vật khác lại có diềm xếp nếp với độ dài gần một nửa chiều dài hộp sọ. Diềm xếp nếp chủ yếu bao gồm xương đỉnh và một phần của xương vảy. Một số nhà nghiên cứu, như Peter Dodson cho rằng kích thước và hình dáng khác biệt của các xương này là do lưỡng hình giới tính và tuổi của mẫu vật.

## Phát hiện và loài
Nhà nhiếp ảnh J.B. Shackelford đã phát hiện mẫu vật đầu tiên của Protoceratops trong sa mạc Gobi (tại Cam Túc và Nội Mông Cổ), như một phần của chuyến thám hiểm năm 1922 của người Mỹ nhằm tìm kiếm các tổ tiên của loài người. Mặc dù không tìm thấy bất kỳ hóa thạch người cổ đại nào nhưng đoàn thám hiểm, do Roy Chapman Andrews chỉ huy, đã thu thập được nhiều mẫu vật của chi Protoceratops, cùng với các bộ xương hóa thạch của các chi khủng long chân thú như Velociraptor, Oviraptor và của chi Psittacosaurus thuộc nhóm khủng long sừng.
Walter Granger và W.K. Gregory miêu tả chính thức loài điển hình (P. andrewsi) năm 1923, một tên gọi để ghi công Roy Chapman Andrews. Các hóa thạch này có niên đại từ tầng Champagne thuộc thống Thượng Creta (83,5 tới 70,6 Ma). Các nhà nghiên cứu ngay lập tức nhận thấy tầm quan trọng của các phát hiện về Protoceratops, và chi này đã được coi như là "tổ tiên tìm kiếm từ lâu của Triceratops". Các hóa thạch này ở tình trạng được bảo tồn tốt, với ngay cả các vòng màng cứng (các xương nhỏ trong mắt một số nhóm động vật) còn được bảo tồn ở một số mẫu vật.

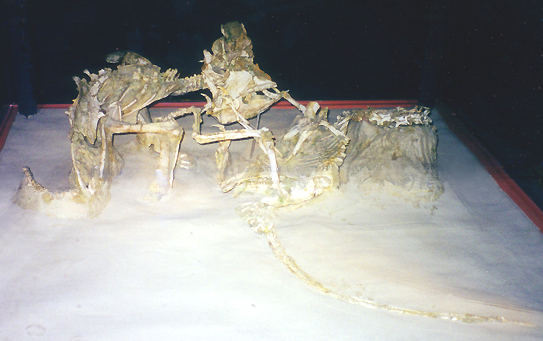
Protoceratops và Velociraptor đang đánh nhau.

Năm 1971, một hóa thạch được tìm thấy cho thấy một con Velociraptor đang báng lấy một con Protoceratops tại Mông Cổ. Người ta tin rằng chúng chết cùng một lúc trong khi đang đánh nhau, do bị bão cát hay các cồn cát đổ sập xuống và vùi lấp chúng
Năm 1975, các nhà cổ sinh vật học người Ba Lan là Teresa Maryanska và Halszka Osmólska đã miêu tả loài thứ hai của chi Protoceratops, từ tầng Champagne tại Mông Cổ và họ đặt tên cho nó là P. kozlowskii. Tuy nhiên, các hóa thạch lại bao gồm các phần sót lại của một con non chưa phát triển đầy đủ và hiện nay nó được coi là từ đồng nghĩa của Bagaceratops rozhdestvenskyi.
Năm 2001, loài hợp lệ thứ hai, P. hellenikorhinus, đã được đặt tên cho hóa thạch từ thành hệ Bayan Mandahu tại Nội Mông Cổ, Trung Quốcvà cũng có niên đại từ tầng Champagne của thống Thượng Creta. Nó lớn hơn đáng kể so với P. andrewsi, có diềm xếp nếp khác biệt một chút và có các sừng gò má to khỏe hơn. Cung xương phía trên các lỗ mũi của nó có 2 sừng mũi nhỏ và nó không có răng tại phần trước của mõm.

## Sinh sản

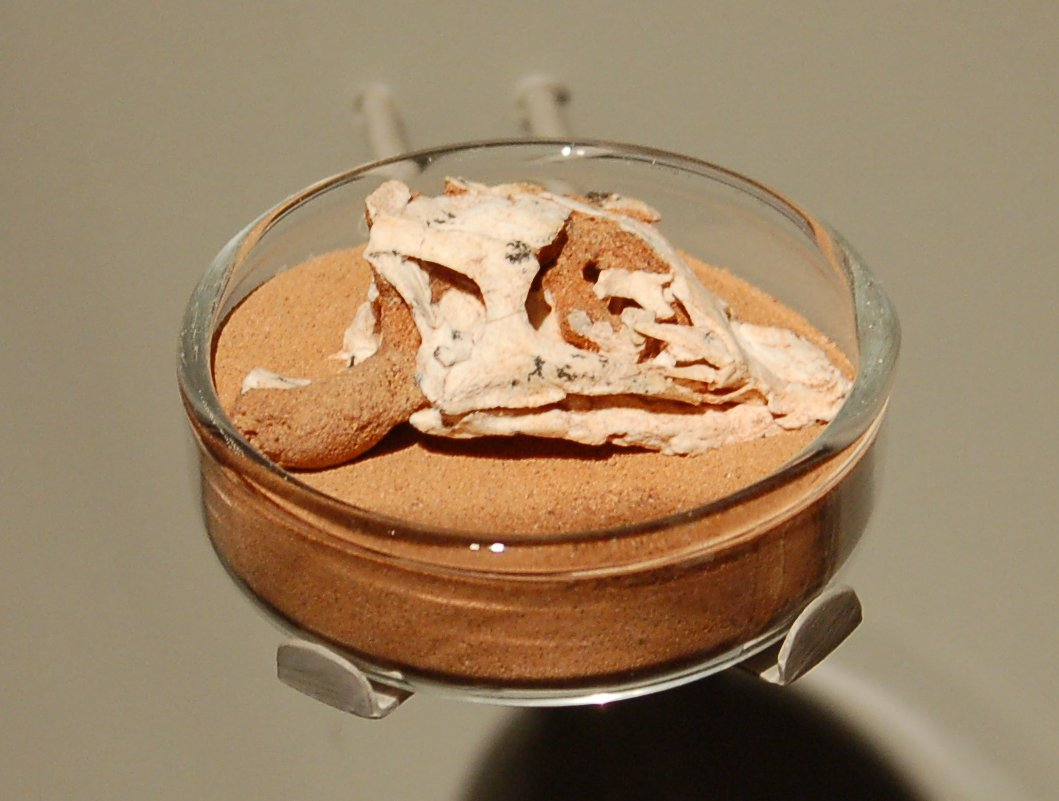
Hộp sọ của Protoceratops ở dạng phôi thai.

Trong thập niên 1920, Roy Chapman Andrews đã phát hiện ra các trứng khủng long hóa thạch đầu tiên đã biết trong sa mạc Gobi ở Mông Cổ. Mỗi trứng dài khoảng 20 cm (8 inch) và con non mới sinh ra có lẽ dài khoảng 30 cm (1 ft). Do sự cận kề và độ phổ biến của Protoceratops, các trứng này vào thời đó được cho là của chi này. 

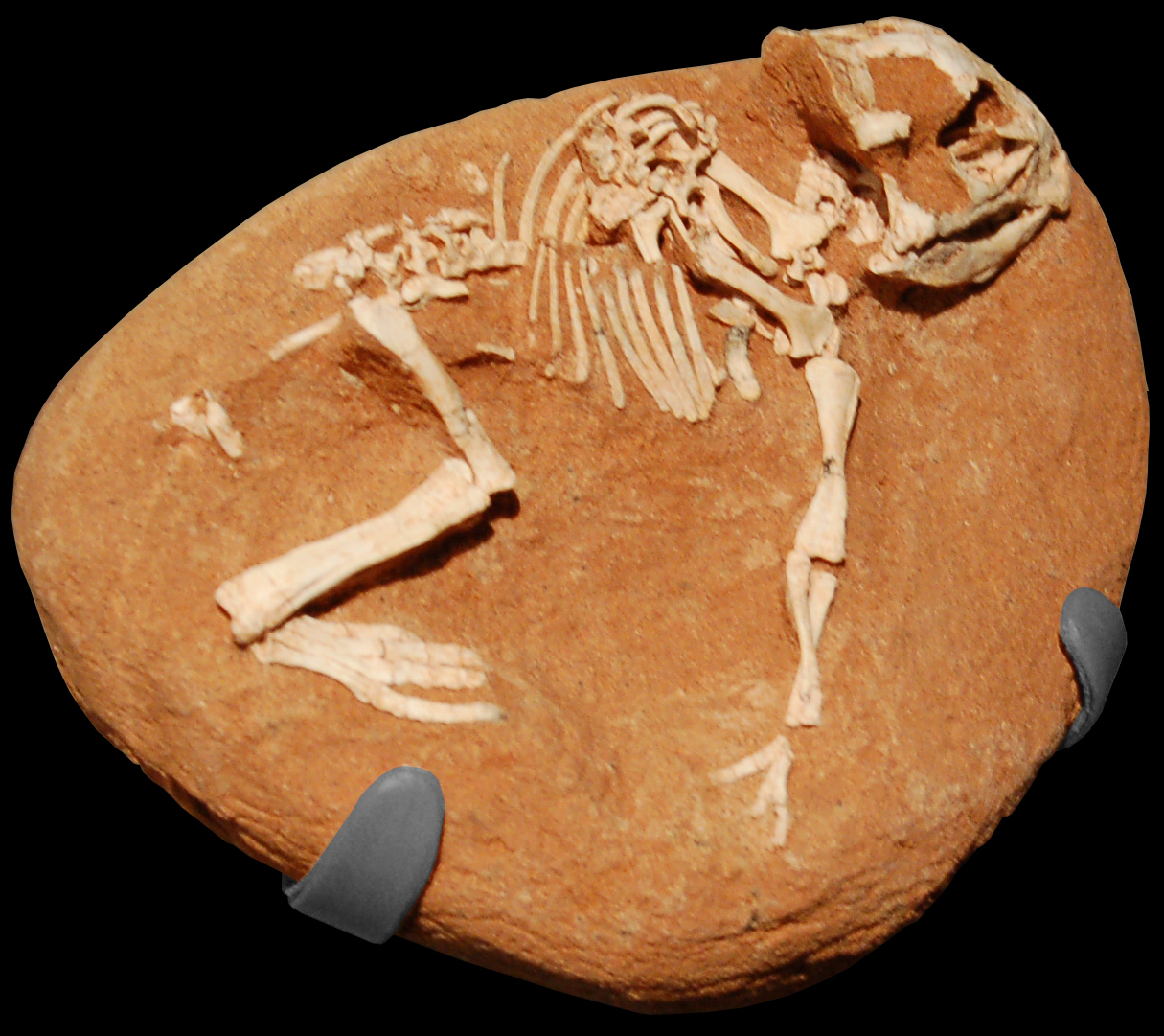
Protoceratops non mới nở.

Chi khủng long chân thú cùng thời Oviraptor được cho là ăn trứng của Protoceratops do sự phát hiện bộ xương của Oviraptor ngay trong tổ. Hộp sọ của nó bị nghiền nát và người ta cho rằng vết thương mà nó nhận được là do con Protoceratops mẹ hung dữ đang bảo vệ tổ của mình trước những kẻ ăn thịt.
Tuy nhiên, năm 1993, Norrell và ctv. đã phát hiện một bào thai bên trong trứng được coi là của Protoceratops. Bào thai này, khi kiểm tra kỹ, hóa ra lại là của Oviraptor. Phát hiện ban đầu trên thực tế là một ổ trứng của Oviraptor chứ không phải thể hiện một cố gắng nhằm ăn trứng bị thất bại.

## Phát sinh loài
Protoceratops là khủng long tiền sừng đầu tiên được đặt tên và vì thế nó là nguồn phát sinh tên gọi cho họ Protoceratopsidae, một nhóm khủng long ăn cỏ đã tiến hóa đến mức không thể còn coi là khủng long mỏ vẹt (nhóm Psittacosauridae), nhưng lại là quá nguyên thủy để có thể coi là khủng long sừng (nhóm Ceratopsidae). Nhóm này được đặc trưng bằng các điểm tương đồng với Ceratopsidae nhưng với các tỷ lệ của chi thích nghi với việc chạy nhiều hơn, các diềm xếp nếp nói chung nhỏ hơn và thiếu các sừng lớn.
Năm 1998, Paul Sereno định nghĩa họ Protoceratopsidae như là một nhánh thân cây bao gồm "tất cả các dạng Coronosauria gần gũi với Protoceratops hơn là so với Triceratops". Một số nghiên cứu đặt các chi Bagaceratops, Breviceratops, Graciliceratops, Lamaceratops, Magnirostris, Platyceratops và Serendipaceratops trong họ Protoceratopsidae, nhưng vào năm 2006, Makovicky và Norell đã công bố cây phát sinh loài mới, trong đó loại bỏ vài chi ra khỏi họ Protoceratopsidae; một vài cây phát sinh loài khác cũng tồn tại. Bainoceratops có thể là từ đồng nghĩa muộn của Protoceratops.

## Thư viện

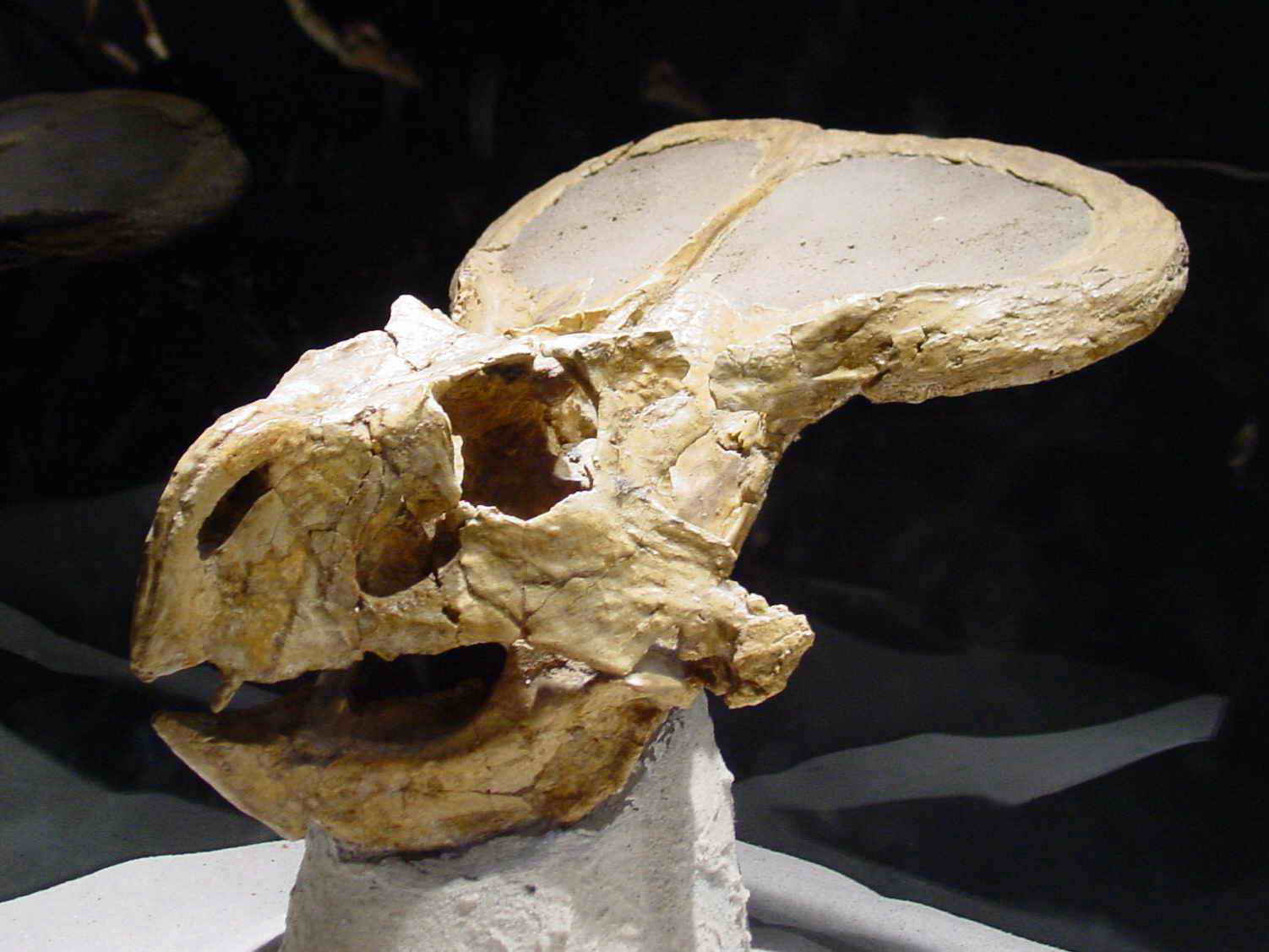
Hộp sọ của Protoceratops trưởng thành.
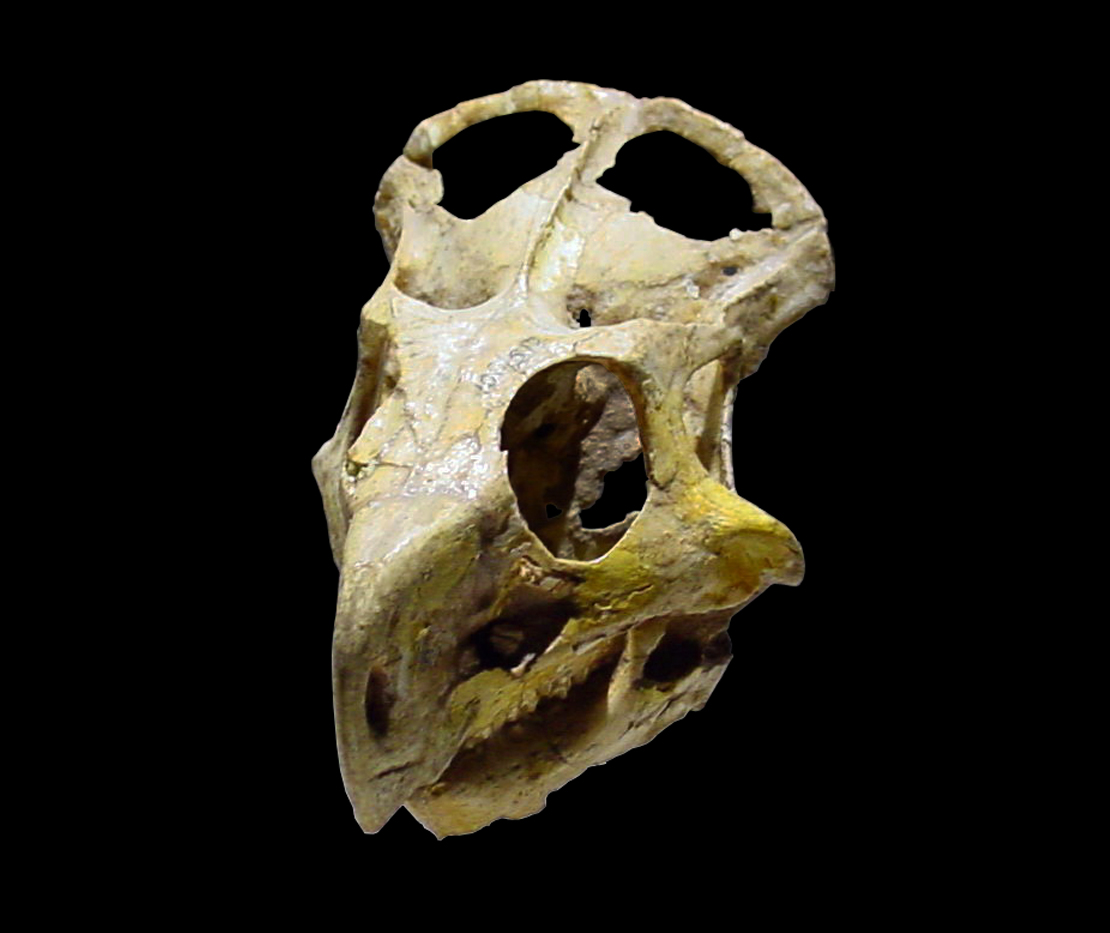
Hộp sọ của Protoceratops non.
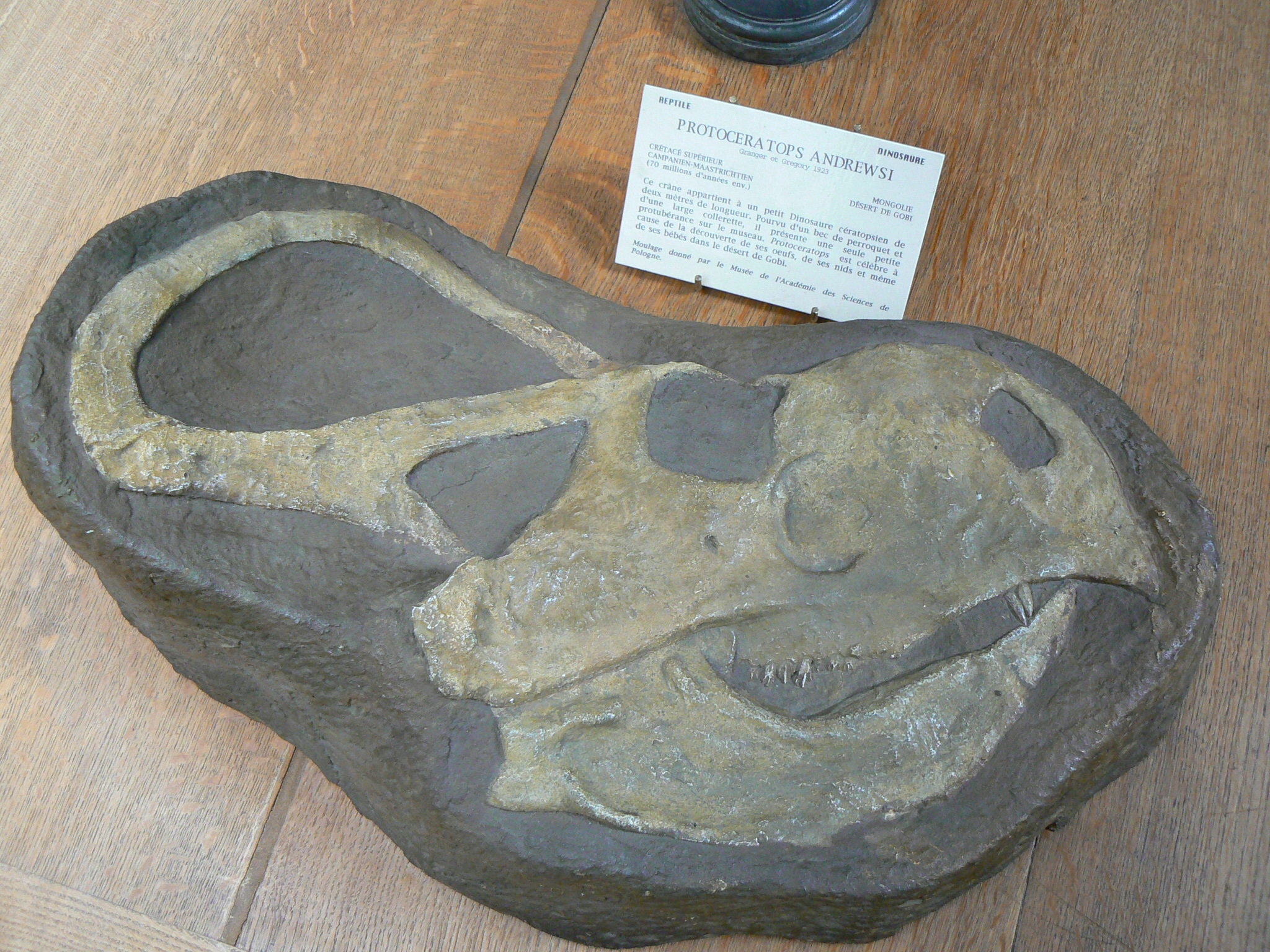
Hộp sọ của Protoceratops tại Muséum national d'Histoire naturelle, Paris.
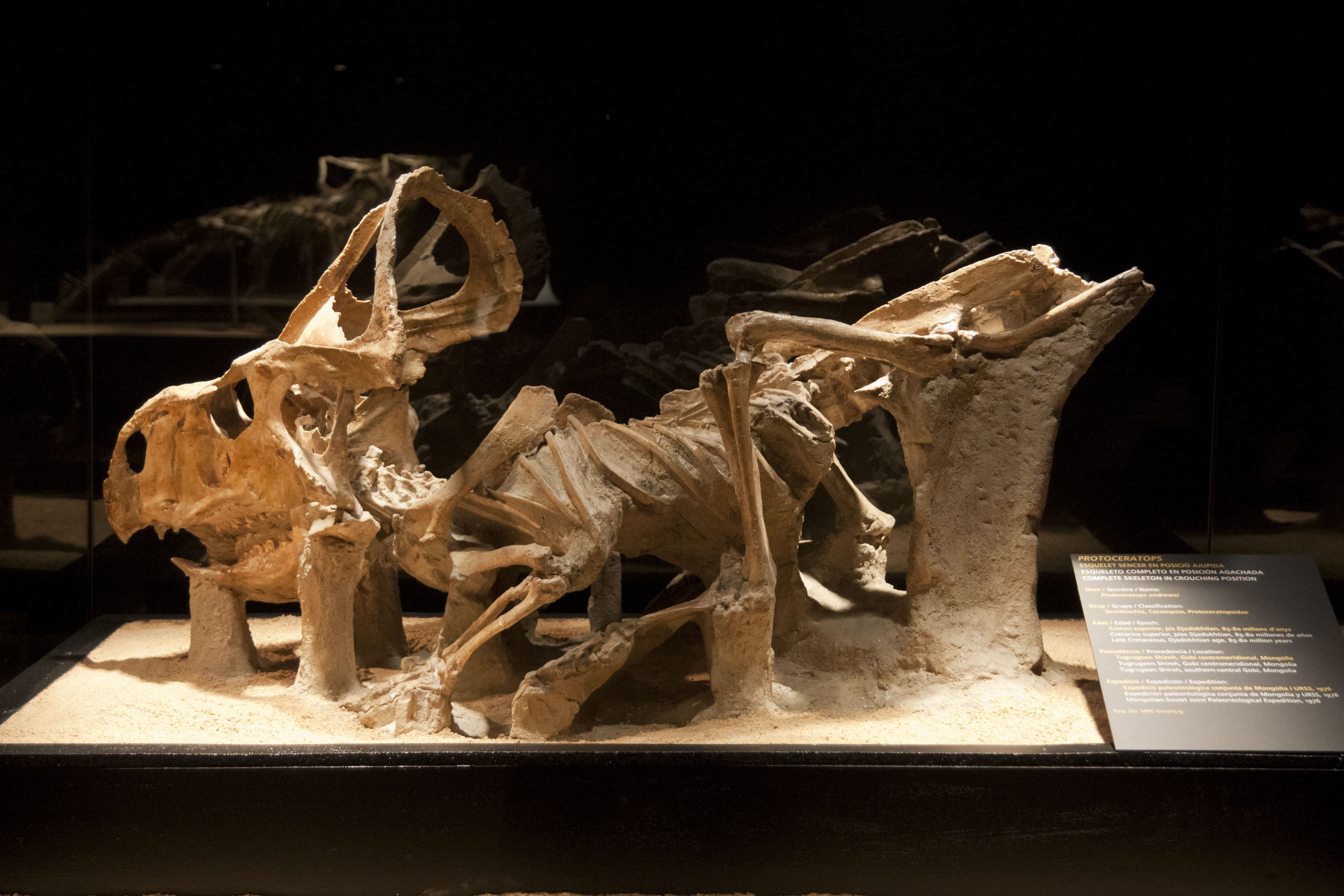
Bộ xương của một con Protoceratops đang nằm tại Experimentarium, Copenhagen.